# Gai (Cison di Valmarino)
Gai è una frazione del comune di Cison di Valmarino in provincia di Treviso.

## Geografia fisica
La frazione, articolata nelle borgate "di Sotto", "di Mezzo" e "di Sopra", si trova alla sinistra del Soligo e si allunga ai piedi dell'omonimo colle di natura morenica.

## Storia
Il paese si trova in una località strategica e per questo ha origini antichissime. Si può notare, infatti, come la chiesetta sorga sulla cima della collina, dominando così la Vallata. È ragionevole pensare che l'edificio fosse stato ricavato da una precedente postazione di vedetta e segnalazione.
L'intitolazione dell'oratorio all'arcangelo-guerriero san Michele rimanderebbe alla presenza di un insediamento longobardo e lo stesso toponimo potrebbe derivare dai termini germanici gahadi "recinto", "terreno riservato" o gaium "bosco", "riserva".

## Monumenti e luoghi d'interesse

### Chiesa di San Michele
L'intitolazione fa pensare a un'origine longobarda, tuttavia venne citata per la prima volta nel 1266 come prebenda del monastero benedettino di Santa Maria Maggiore di Treviso. Comparve successivamente negli atti della visita pastorale condotta dal vescovo di Ceneda Nicolò Trevisan nel 1475.
L'attuale costruzione venne realizzata attorno al 1740. All'interno, l'altare maggiore è ornato da una pala secentesca di gusto popolare raffigurante il patrono. Fino a poco tempo fa davanti l'opera era nascosta da un'altra pala di Francesco da Milano (Madonna con bambino, San Michele e San Giorgio), trasferita per un restauro e oggi collocata nella canonica di Tovena.
Gli affreschi del soffitto sarebbero lavori di Egidio Dall'Oglio e rappresentano alcune vicende legate a san Michele: la Liberazione di San Pietro, l'Annuncio a Giuseppe, l'Assunzione di Maria al Cielo. Sono racchiuse in pregevoli cornici decorate a stucco, così come la lunetta sopra l'altare maggiore in cui è dipinto lo Spirito Santo con le sembianze di una colomba.